# بيتر ليفينسون
بيتر ليفينسون (بالإنجليزية: Peter Levinson)‏ هو صحفي الرأي وصحفي أمريكي، ولد في 1 يوليو 1934، وتوفي في 21 أكتوبر 2008 بسبب تصلب جانبي ضموري.